# Satul milionarilor
Satul milionarilor este un film românesc din 1980 regizat de Erich Nussbaum.